# Amsterdam (Album)
Amsterdam ist ein Jazzalbum des Trio ELF mit Walter Lang, Gerwin Eisenhauer und Sven Faller. Die im Februar 2013 im Bimhuis, Amsterdam, entstandenen Aufnahmen erschienen im selben Jahr auf dem Münchner Label Enja.

## Hintergrund
Ein Aspekt der künstlerischen Arbeit des deutschen Pianisten Walter Lang war seine Arbeit im traditionellen Klaviertrio-Format, die auf Aufnahmen wie Eurasia (M&I Records, 2009) und Softly As in a Morning Sunrise (Nagel-Heyer Records, 2005) gezeigt wird, notierte Dan McClenaghan. Sein Ansatz hier entstammte der Bill-Evans-Schule des Klaviertrios, mit einem leichten und subtilen Tasten-Anschlag. Aber Lang hatte auch eine andere Seite, die in den Vordergrund tritt, wenn er mit Trio ELF spielte, das 2006 sein gleichnamiges Debütalbum vorlegte. „ELF“ ist das Akronym aus den Anfangsbuchstaben der Nachnamen des demokratisch organisierten Trios aus Schlagzeuger Gerwin Eisenhauer, Pianist Lang und Bassist Sven Faller. Die gespielten Titel waren allesamt bereits in Studioversionen veröffentlicht.

## Titelliste

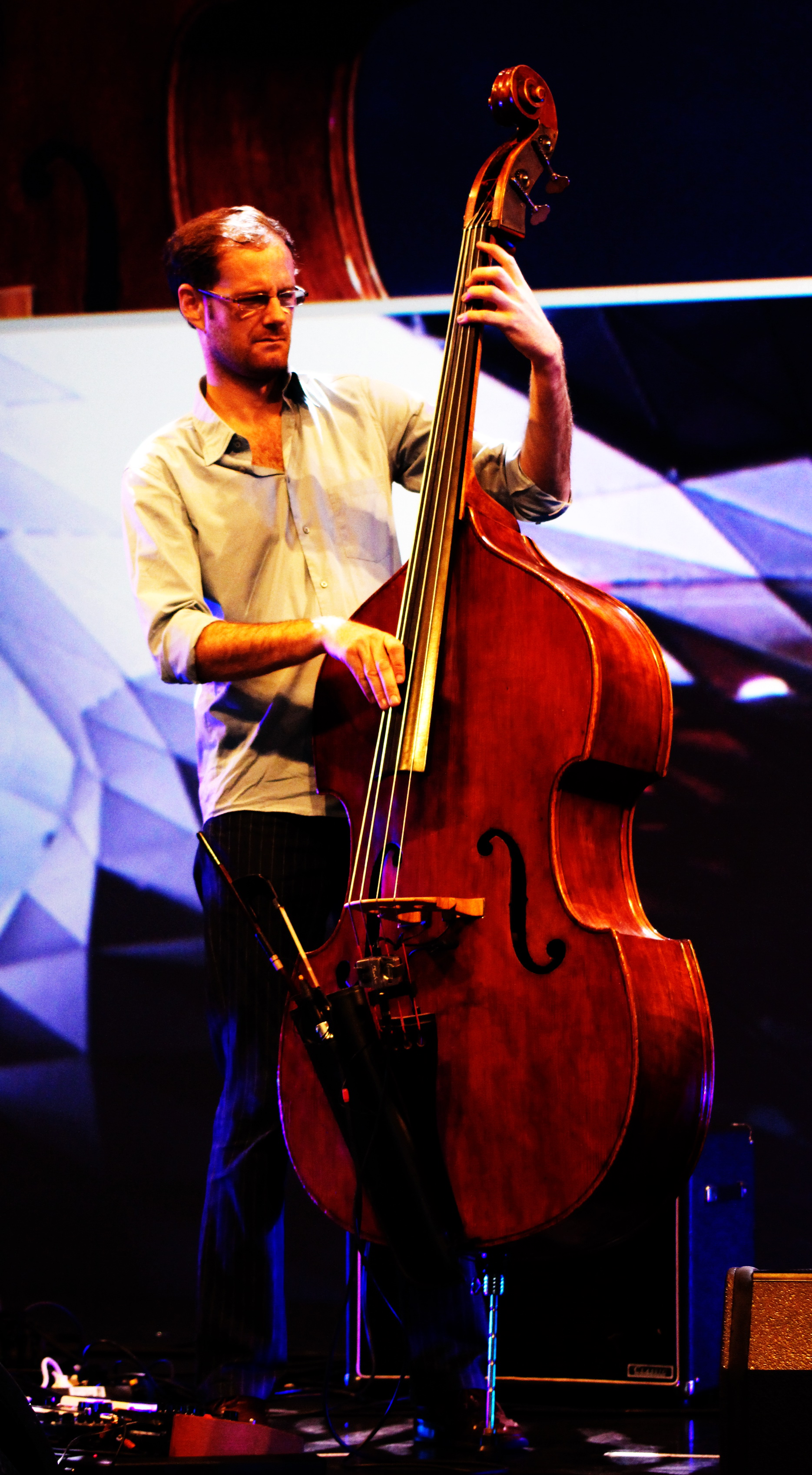
Sven Faller mit dem Trio ELF beim Auftritt in der BMW Welt 2012

- Trio ELF: Amsterdam (Enja Records ENJ 9602 2)[3]

1. Casa do Tom 6:12
2. Arearea (Sven Faller, Gerwin Eisenhauer) 5:16
3. Evet (Sven Faller) 3:08
4. Sounds in My Garden (Sven Faller) 6:10
5. Hammer Baby Hammer 6:00
6. Why? Because! 7:45
7. 746 5:49
8. The Dark Sea 4:53
9. Down (Mark Hoppus, Tom DeLonge, Travis Barker) 9:41
10. Adria (Sven Faller) 7:37
11. The Man-Machine (Karl Bartos, Ralf Hütter) 7:50
12. No Goodbye 7:44

Wenn nicht anders vermerkt, stammen die Kompositionen von Walter Lang.

## Rezeption
Dan McClenaghan, der das Album in All About Jazz rezensierte, verlieh ihm vier Sterne. Die Gruppe sei darauf spezialisiert, den Klaviertrio-Ansatz mit Drum-and-Bass-, Dubstep- und Hip-Hop-Grooves neu zu gestalten, eine Art Modernisierung, die sich nicht vollständig von der Tradition abwendet, so der Autor.
Alison Bentley, die das Album für London Jazz News besprach, meinte, es sei „ein wirklich originelles Album, das Jazz, Klassik, Rock und elektronische Einflüsse der einzelnen Musiker vereint, wunderschön aufgenommen, sanft oder intensiv und immer fesselnd.“ Sie hebt neben den Musikern des Trios auch die Arbeit ihres Tontechnikers hervor; insbesondere „Down“ und Kraftwerks „The Man-Machine“ zeigten Mario Sutels „Echtzeit-Klangmanipulation“ von ihrer kreativsten Seite.